# Villach
Villach (německy  ˈfɪlax, slovinsky Beljak, italsky Villaco, česky Bělák) je druhým největším městem spolkové země Korutany v jižním Rakousku a sedmým největším městem celého Rakouska. Leží na řece Drávě a je důležitým dopravním uzlem celé oblasti jižního Rakouska i celého alpsko-adriatického regionu. Je také statutárním městem a správním centrem okresu Villach-venkov, do kterého ovšem nepatří. Žije zde přibližně 65 tisíc obyvatel. Villach je největším městem Rakouska, které není hlavním městem spolkové země.

## Geografie
Centrum leží na soutoku řek Dráva a Gail, přibližně 10 kilometrů severně od slovinských i italských hranic. V okolí města se nachází mnoho jezer například Ossiacher See, Faaker See, Silbersee, Vassacher See, Magdalensee a St. Leonharder See. Villach je také obklopen hřebeny Gailtalských Alp a Karavanek. Je centrem zimních sportů i letní turistiky.

## Historie
Nejstarší stopy osídlení pocházejí z období 3 500 př. n. l. Bylo zde nalezeno mnoho artefaktů z doby osídlení Římany. 
Z roku 878 je první písemná zmínka o darování majetku bavorskému klášteru Altötting. V roce 979 král Ota II. daroval Villach biskupu Albuinovi ze Säbenu. 
V roce 1028 se majiteli panství stali hrabě Ozzi a klášter v Ossiachu. Za hrabat ze Šternberka byl postaven hrad Landskron.
Za vlády korutanského vévody Bernarda II. bylo vybudováno nové město, které se stalo ve 13. století nejvýznamnějším městem vévodství.
V roce 1330 bylo panství prodáno hrabatům z Ortenburgu. 
25. ledna 1348 postihlo město zemětřesení, které jeho velkou část zničilo (v menší míře se opakovalo v roce 1690). 
První starosta Villachu je zmiňován v 16. století. Město bylo také několikrát těžce poškozeno požáry, které zničily mnoho budov. V období vlády císaře Napoleona byl Villach mezi lety 1809 a 1813 součástí francouzské provincie Illyrie. Znovu dobyt byl v roce 1813. Během druhé světové války bylo na město provedeno 52 náletů, které zde způsobily těžké škody.

## Rozrůstání
V roce 1905 se město spojilo s částí St. Martin. V roce 1973 se jeho území rozrostlo o část Landskron, Maria Gail a Fellach a dosáhlo tak dnešní velikosti.

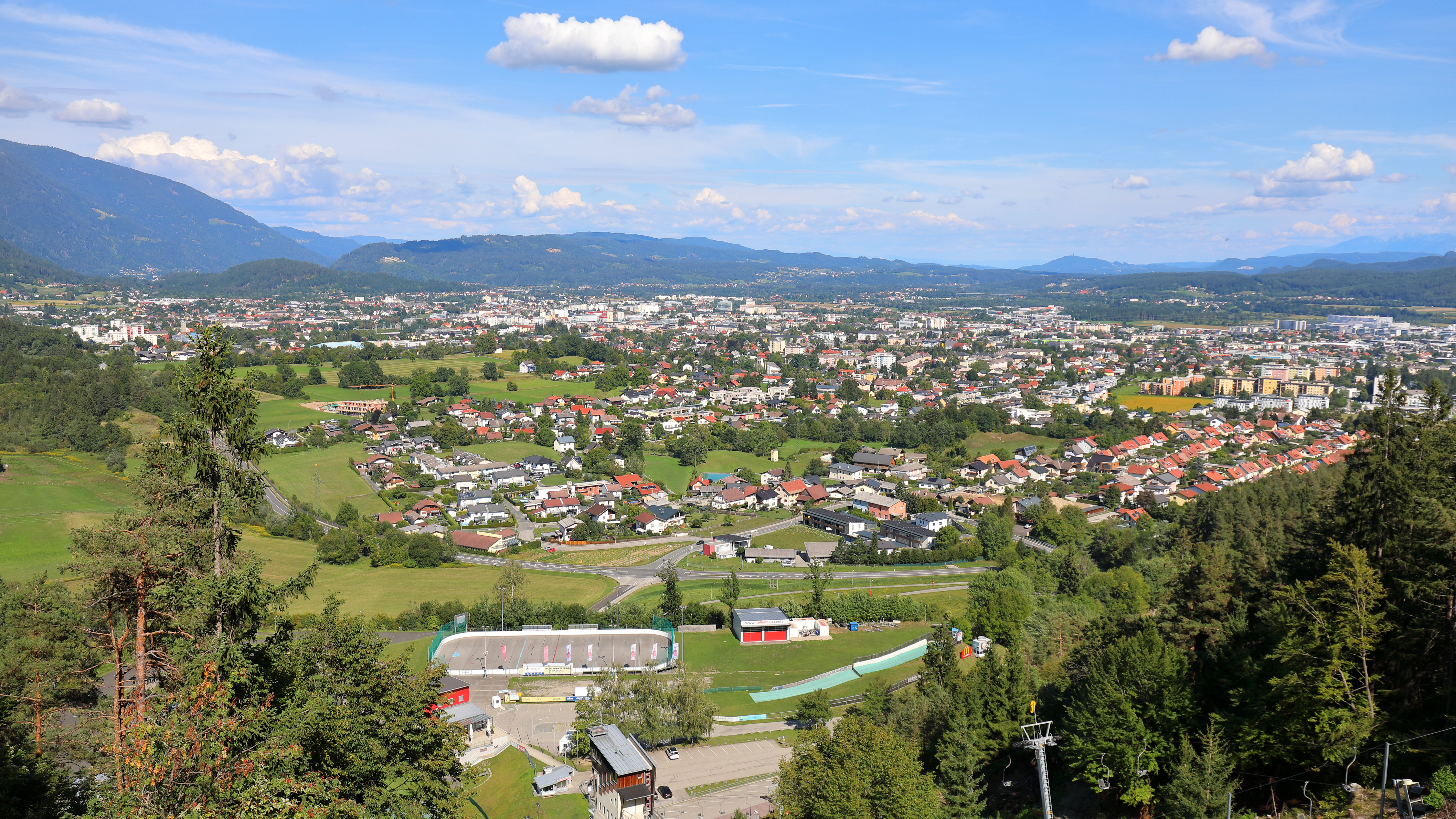
Villach, pohled z Alpinestrasse
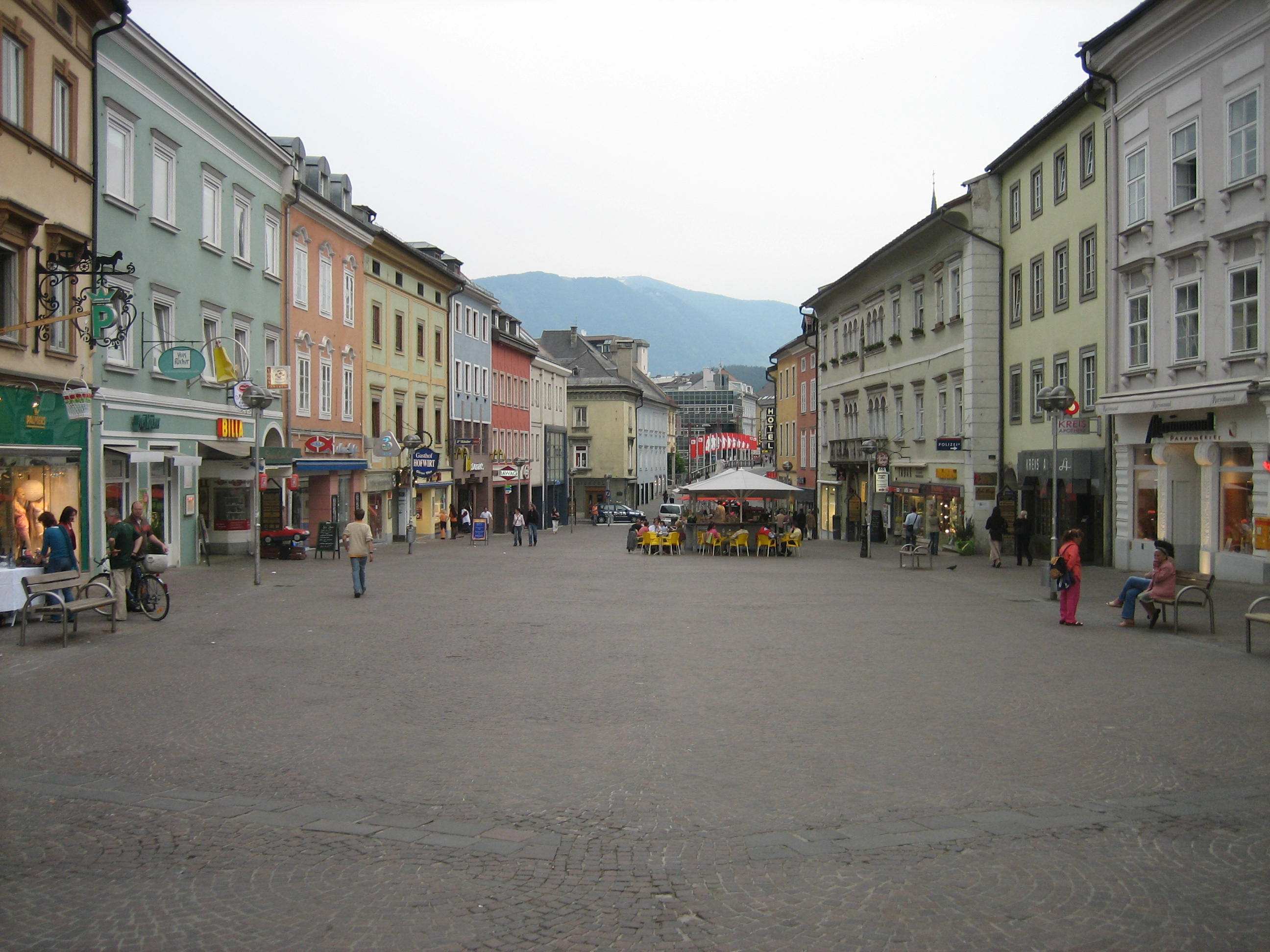
Hlavní náměstí
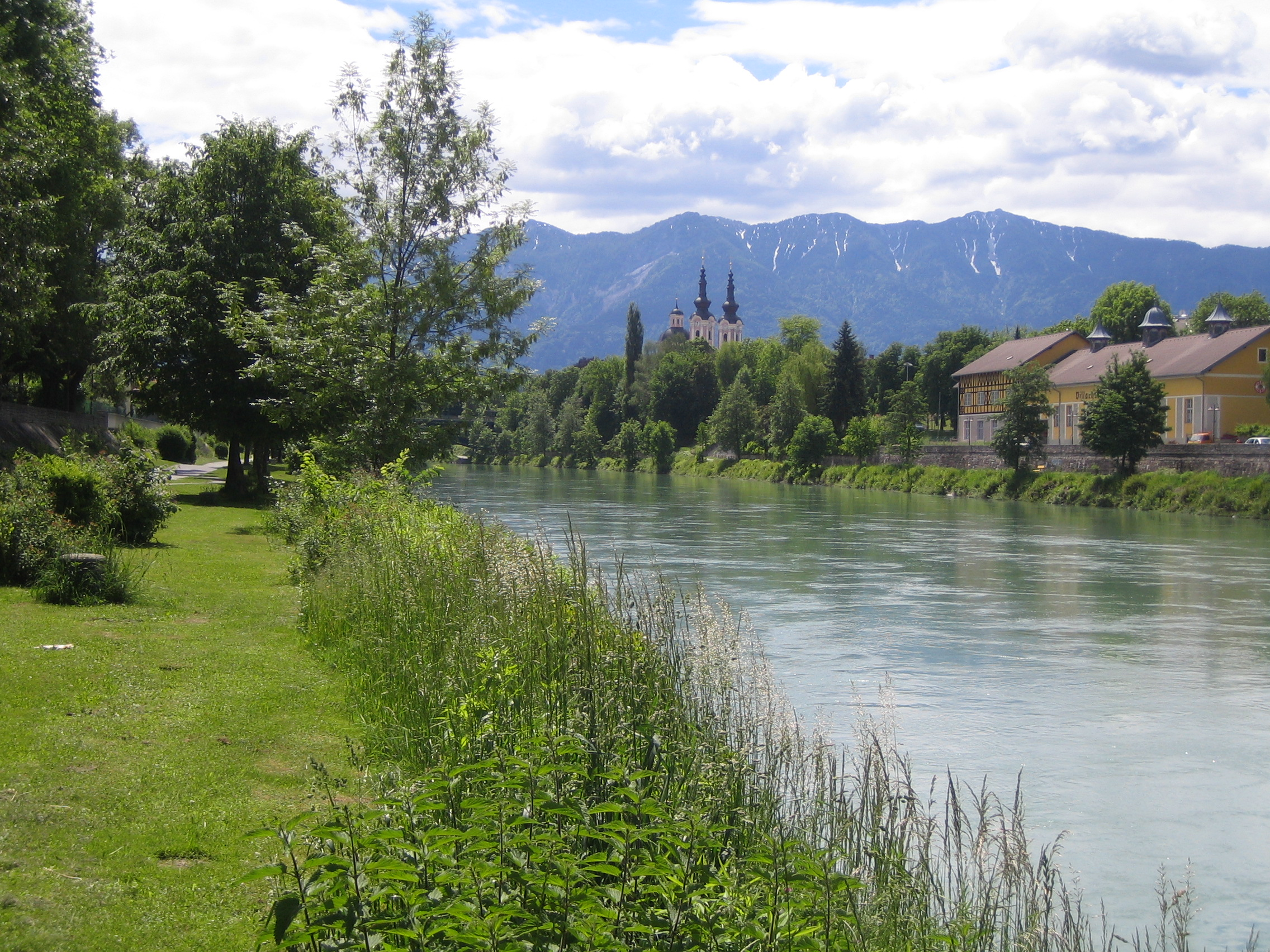
Řeka Dráva ve Villachu

## Městské a místní části

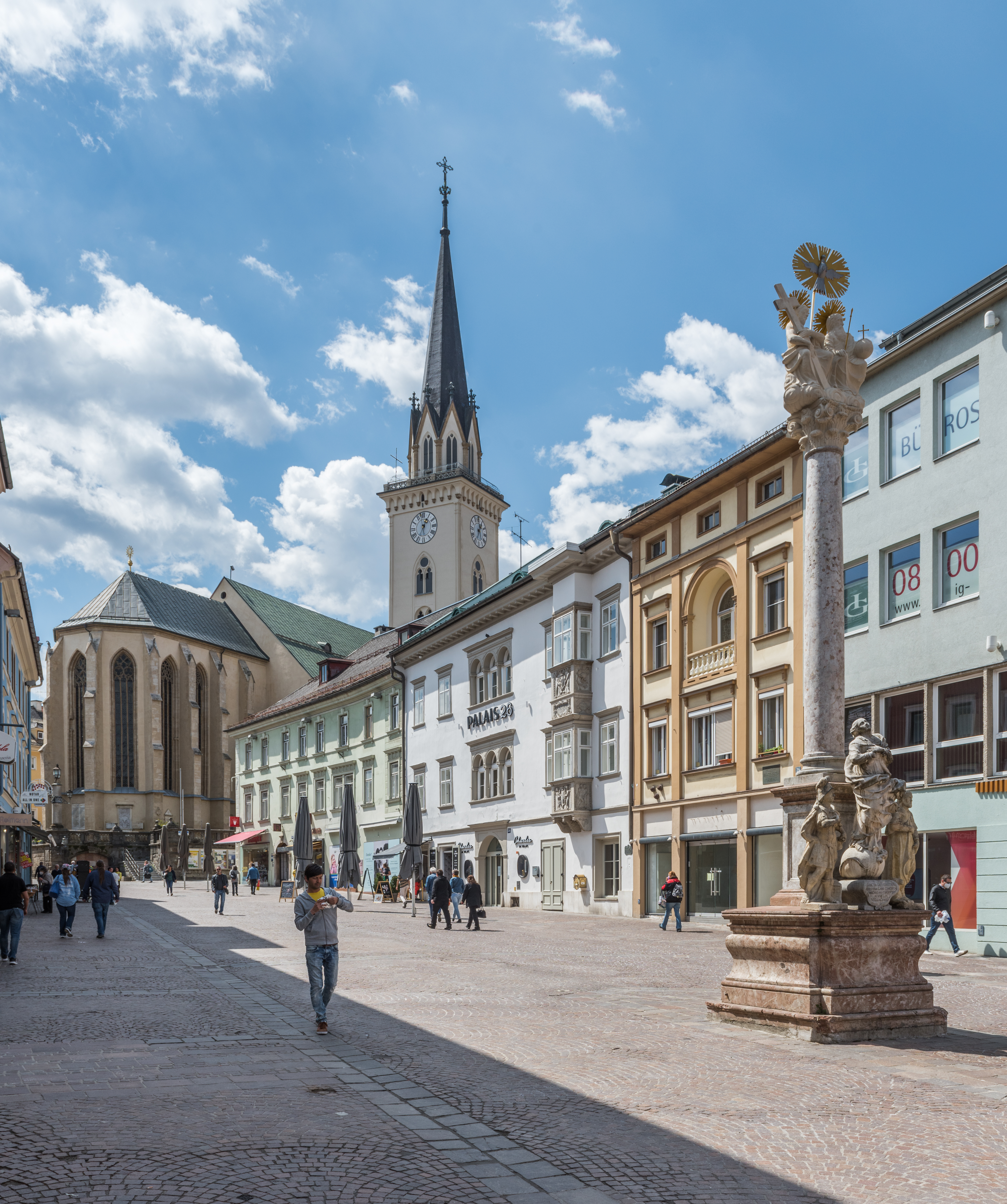
Kostel sv. Jakuba s trojičním sloupem

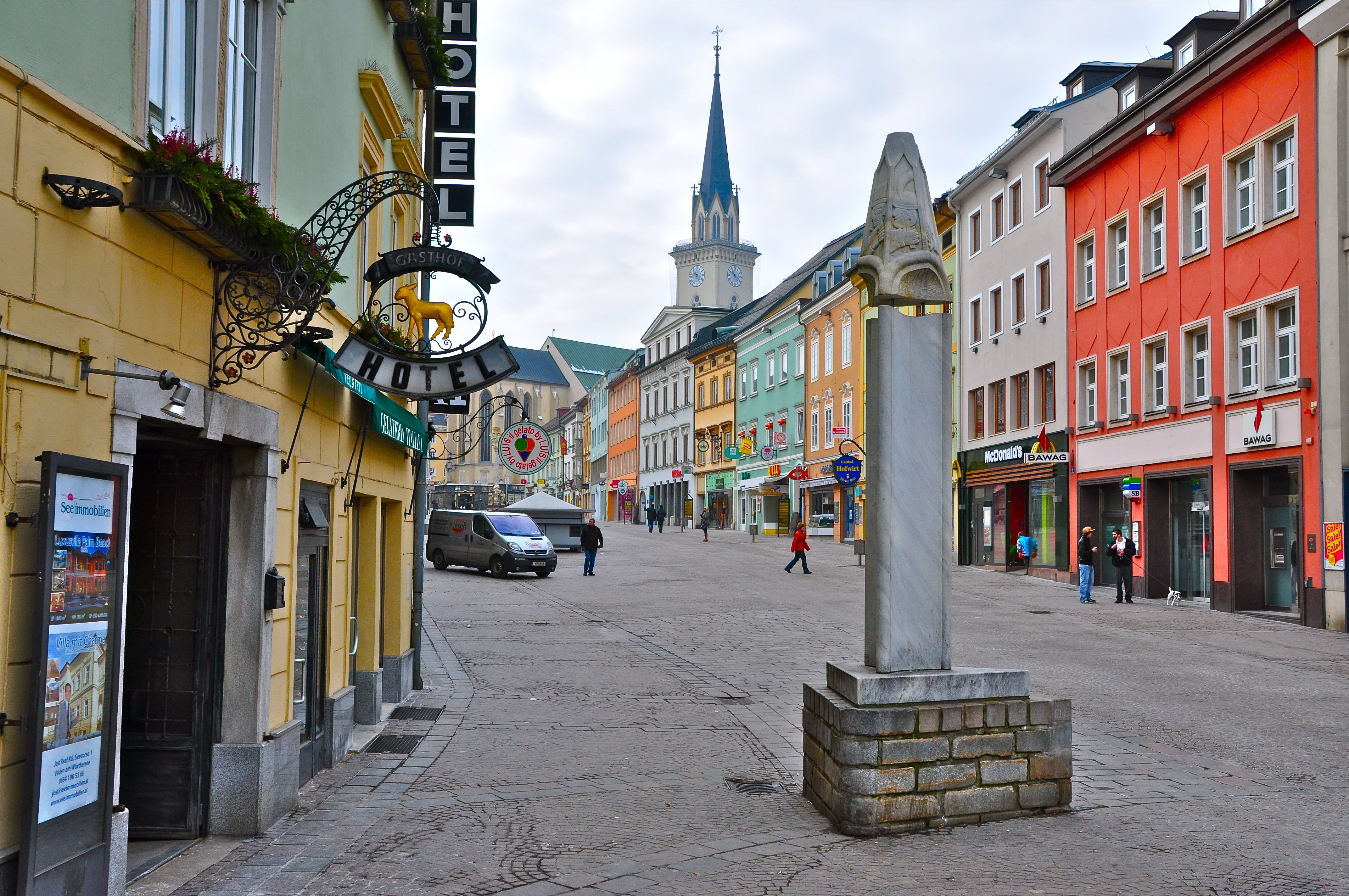
Hlavní náměstí centra s historickým pranýřem

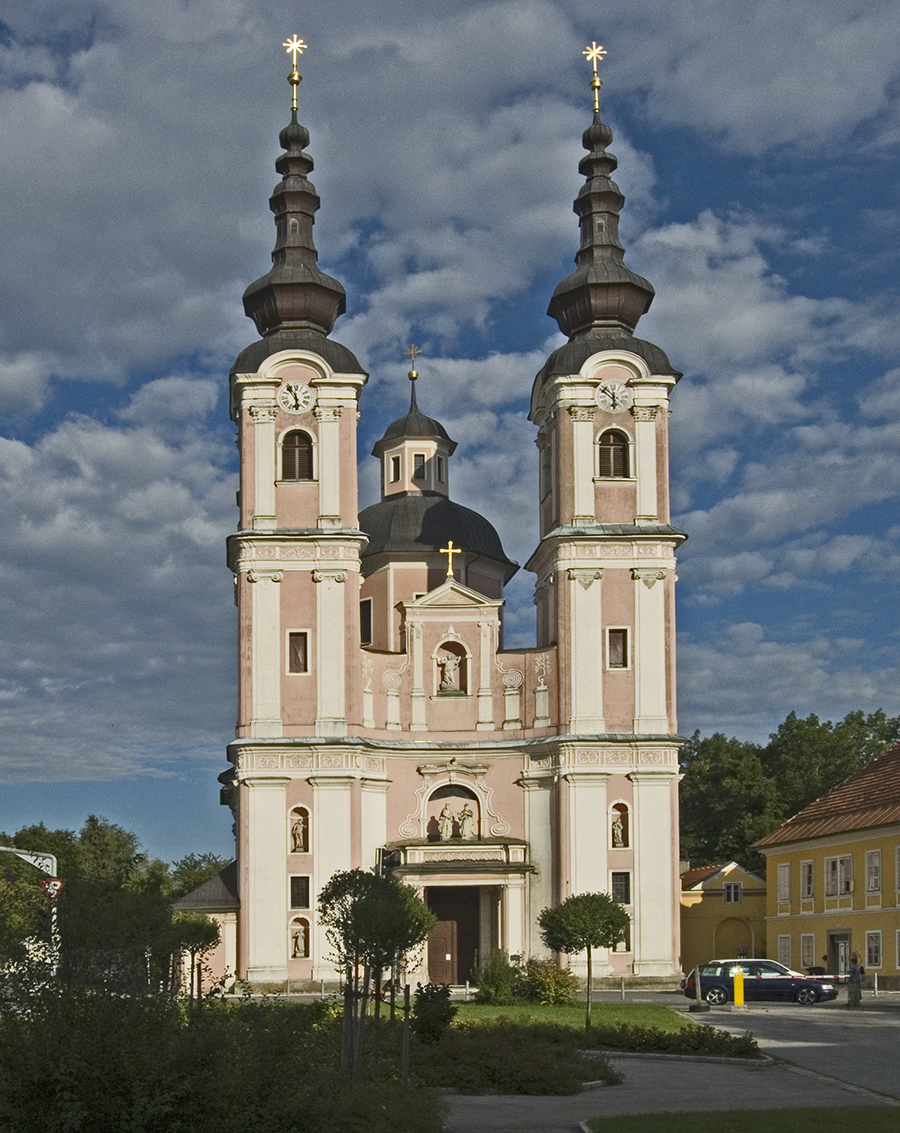
Kostel sv. Kříže

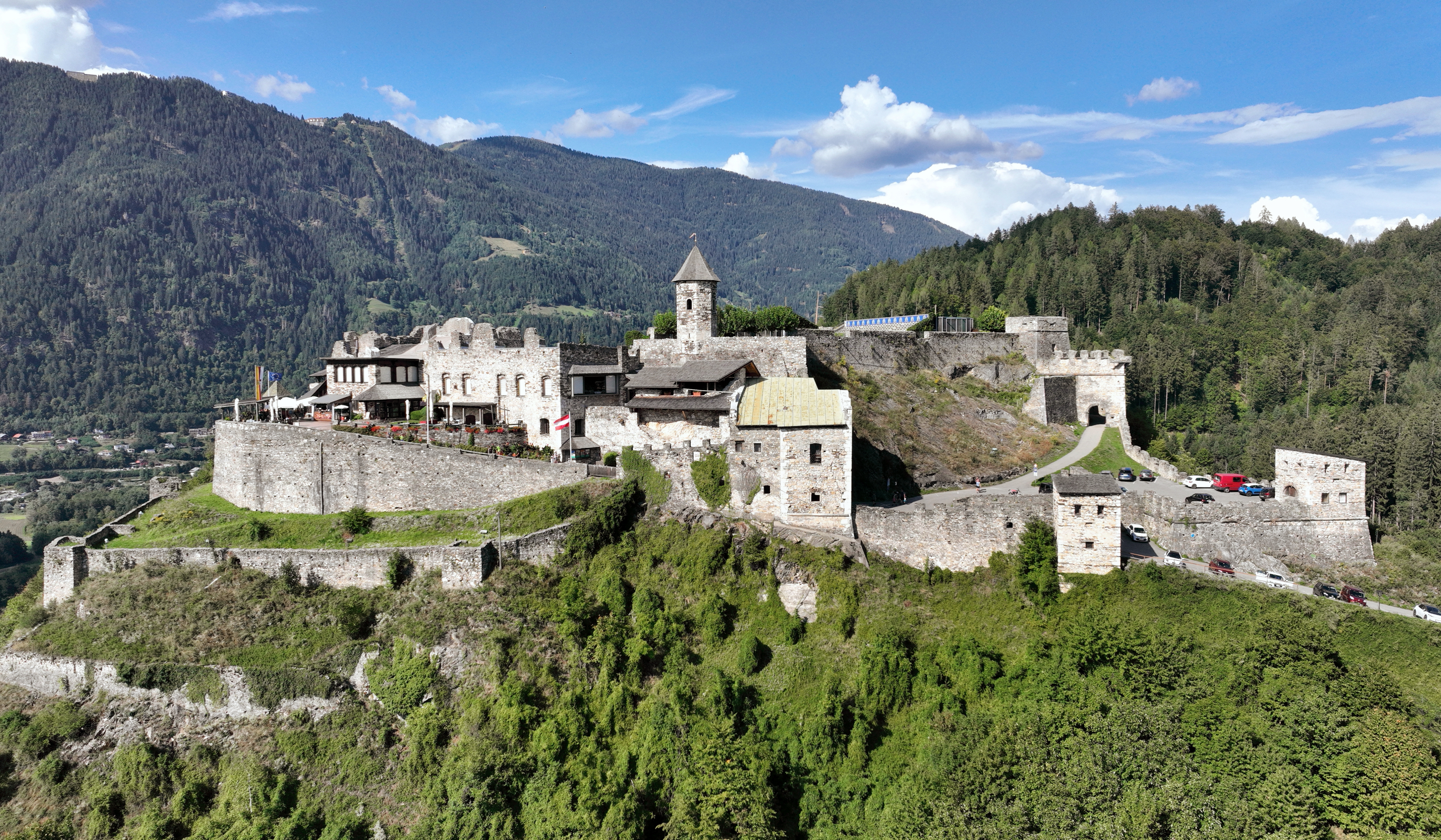
Hrad Landskron

- Bogenfeld
- Dobrova
- Drautschen
- Drobollach am Faaker See
- Duel
- Egg am Faaker See
- Goritschach
- Graschitz
- Gratschach
- Greuth
- Gritschach
- Großsattel
- Großvassach
- Heiligen Gestade
- Heiligengeist
- Kleinsattel
- Kleinvassach
- Kratschach
- Kumitz
- Landskron
- Maria Gail
- Mittewald ober dem Faaker See
- Mittewald ob Villach
- Neufellach
- Neulandskron
- Obere Fellach
- Oberfederaun
- Oberschütt
- Oberwollanig
- Pogöriach
- Prossowitsch
- Rennstein
- Serai
- St. Andrä
- St. Georgen
- St. Leonhard
- St. Magdalen
- St. Michael
- St. Niklas an der Drau
- St. Ruprecht
- St. Ulrich
- Tschinowitsch
- Turdanitsch
- Untere Fellach
- Unterfederaun
- Unterschütt
- Unterwollanig
- Urlaken
- Villach-Auen
- Villach-Innere Stadt
- Villach-Lind
- Villach-Seebach-Wasenboden
- Villach-St. Agathen a Perau
- Villach-St. Martin
- Villach-Völkendorf
- Villach-Warmbad-Judendorf
- Weißenbach
- Zauchen

## Památky
- Farní kostel sv. Jakuba - gotická stavba, založená roku 1240
- Trojiční palác (čp.26) a Trojiční morový sloup se sochami Panny Marie Immaculaty, sv. Šebestiána a sv. Rocha na balustrádě
- Barokní kostel sv. Kříže
- Hrad Landskron - založil hrabě Ozzi, vystavěn pány ze Šternberka ve 13.- 1. čtvrtině 14. století, 1330 hrabata z Ortenburgu, 1355 předán Habsburkům a v roce 1392 zastaven hraběti z Cilli
- Nádraží Villach-Warmbad - hrázděná stavba z roku 1873, na trati S-Bahn dosud v provozu
- Peraugymnasium - novorenesanční stavba, architekt Josef Horky, 1859-1862
- Korutanské zemské muzeum - významná archeologická sbírka

## Sport
Ve městě působí několik sportovních klubů; mezi nejznámější patří hokejový EC VSV.

## Politika

### Starostové
- 1945 do 1951: Viktor Petschnik
- 1956 do 1968: Gottfried Timmerer
- 1968 do 1976: Josef Resch
- 1976 do 1981: Jakob Mörtl
- 1981 do 1987: Leopold Hrazdil
- 1987 do 2015: Helmut Manzenreiter
- od 2015: Günther Albel

## Významní občané
- Thomas von Villach (asi 1440-1523) – rakouský malíř
- Paracelsus - lékař a filozof, dochoval se jeho dům
- Thomas Raffl – lední hokejista
- Alex Antonitsch
- Bruno Gironcoli
- Martin Koch
- Paul Watzlawick
- Michael Grabner

## Partnerská města
- Bamberk, Německo, 1973 [4]
- Kranj, Slovinsko, 2008
- Suresnes Francie 1992
- Udine, Itálie
- Tolmin, Slovinsko 2010

#### Bývalá partnerská města
- Uppsala, Švédsko 1968–2022
- Bled, Slovinsko, 2002
- Canchungo, Guinea-Bissau 1989
- Kaposvár, Maďarsko 1994
- Glasgow, Spojené království 1996
- Minneapolis, USA 1988